# インリアリティ
インリアリティ (In Reality) とは、アメリカ合衆国のサラブレッドの競走馬、および種牡馬である。競走馬としてメトロポリタンハンデキャップなどに優勝し、その後種牡馬として成功、インテント系の拡大に貢献した。

## 経歴
1964年にフロリダ州で生産されたサラブレッドの競走馬である。母はフリゼットステークスの優勝馬マイディアガール、父は1959年のアメリカ最優秀スプリンターであったインテンショナリーであった。インリアリティは父の種牡馬入り2年目に生まれた産駒であった。
2歳となった1966年に競走馬としてデビューした。この年、インリアリティはピムリコフューチュリティステークスで優勝しているが、カウディンステークスでは後のアメリカ殿堂馬であるドクターフェイガーに敗れている。
3歳シーズンも同じ路線上にはドクターフェイガーがいた。この年、インリアリティはフロリダダービーで優勝するなどの主要競走での決して悪くない戦績を残している。しかし、ドクターフェイガーにはやはり敵わず、ニューハンプシャースウィープステークスハンデキャップなどで対戦するも一度も先着できなかった。ジャージーダービーでは同馬を差し置いて優勝しているが、これはドクターフェイガーが1位入線から降着（4着）したために得た勝ち星であった。
さらに同じく同世代であったダマスカスとも対戦している。プリークネスステークスでは2馬身1/4差での2着に、アメリカンダービーではレコード記録付きの7馬身差と大きく敗れている。こちらも一度も先着することができなかった馬の1頭であった。
4歳シーズンにはこの2頭が西海岸を主戦場にしたため対戦する機会はなく、メトロポリタンハンデキャップやカーターハンデキャップといった東海岸の主要競走を手にすることができた。

## 引退後
インリアリティは引退後にも種牡馬として成功を収め、現在では競走馬としてよりも種牡馬としてよく知られている。1977年にはアメリカ2歳リーディングサイアーにも輝いている。マンノウォーから4代目に当たる血統の持ち主であり、インテント系（マンノウォー系）の拡大に大きく貢献した。
代表的な産駒に、1970年生まれの牝馬デザートヴィクスンがいる。グレード制施行直後の1973年よりG1を6勝、ベルデイムステークスでスーザンズガールを破るなどの活躍を繰り広げた馬で、後の1972年にアメリカ殿堂入りを果たしている。
1976年生まれのリローンチ、1977年生まれのノウンファクトは後継種牡馬として活躍した。リローンチは当時G3のデルマーダービー優勝程度の戦績であったが、後に種牡馬として成功してオナーアンドグローリーなどを輩出している。ノウンファクトはイギリスで競走生活を送り、繰り上がりながらも2000ギニーステークス優勝したほか、種牡馬としてもウォーニングなどの後継種牡馬を送り出した。
その他、以下の競走馬の名が挙がる。
- プロパーリアリティ Proper Reality - 1985年生・牡馬。アーカンソーダービー、メトロポリタンハンデキャップなど。
- スマイル Smile - 1982年生・牡馬。ブリーダーズカップ・スプリントなど。1986年アメリカ最優秀スプリンター。

また、母の父としても少なくない影響を残した。日本でリーディングサイアーとなったリアルシャダイは前述のデザートヴィクスンの産駒（父ロベルト）である。インリアリティを母父に持つ馬はこのほか、1990年のブリーダーズカップ・ジュヴェナイルフィリーズ優勝馬メドウスター、1992年のベルデイムステークス優勝馬サラトガデュー、2000年のベルモントステークス優勝馬コメンダブル、アイルラヴァゲイン・リアルインパクト・ネオリアリズムの母トキオリアリティーなどがいる。

## 評価

### 主な勝鞍
※当時はグレード制未導入
1966年（2歳）
ピムリコフューチュリティステークス
2着 - サップリングステークス、カウディンステークス
1967年（3歳）
ファウンテンオブユースステークス、フロリダダービー、ジャージーダービー、ラムソンハンデキャップ、ハイビスカスステークス
2着 - プリークネスステークス、フラミンゴステークス、アメリカンダービー、ジェロームハンデキャップ、ニューハンプシャースウィープステークスハンデキャップ
1968年（4歳）
カーターハンデキャップ、ジョン・B・キャンベルハンデキャップ、メトロポリタンハンデキャップ

## 血統表
| インリアリティの血統（インテント系（マンノウォー系）／War Relic 3x3=25.00%、 Fair Play 5x5x5=9.38%） | インリアリティの血統（インテント系（マンノウォー系）／War Relic 3x3=25.00%、 Fair Play 5x5x5=9.38%） | インリアリティの血統（インテント系（マンノウォー系）／War Relic 3x3=25.00%、 Fair Play 5x5x5=9.38%） | （血統表の出典）    | （血統表の出典） |
| 父 Intentionally 1956 青毛 アメリカ                                                                  | 父の父Intent 1948 栗毛 アメリカ                                                                      | War Relic                                                                                            | Man o' War          | Man o' War       |
| 父 Intentionally 1956 青毛 アメリカ                                                                  | 父の父Intent 1948 栗毛 アメリカ                                                                      | War Relic                                                                                            | Friars Carse        |                  |
| 父 Intentionally 1956 青毛 アメリカ                                                                  | 父の父Intent 1948 栗毛 アメリカ                                                                      | Liz F.                                                                                               | Bubbling Over       | Bubbling Over    |
| 父 Intentionally 1956 青毛 アメリカ                                                                  | 父の父Intent 1948 栗毛 アメリカ                                                                      | Liz F.                                                                                               | Weno                |                  |
| 父 Intentionally 1956 青毛 アメリカ                                                                  | 父の母My Recipe 1947 鹿毛 アメリカ                                                                   | Discovery                                                                                            | Display             | Display          |
| 父 Intentionally 1956 青毛 アメリカ                                                                  | 父の母My Recipe 1947 鹿毛 アメリカ                                                                   | Discovery                                                                                            | Ariadne             |                  |
| 父 Intentionally 1956 青毛 アメリカ                                                                  | 父の母My Recipe 1947 鹿毛 アメリカ                                                                   | Perlette                                                                                             | Percentage          | Percentage       |
| 父 Intentionally 1956 青毛 アメリカ                                                                  | 父の母My Recipe 1947 鹿毛 アメリカ                                                                   | Perlette                                                                                             | Escarpolette        |                  |
| 母 My Dear Girl 1957 栗毛 アメリカ                                                                   | 母の父Rough'n Tumble 1948 鹿毛 アメリカ                                                              | Free for All                                                                                         | Questionnaire       | Questionnaire    |
| 母 My Dear Girl 1957 栗毛 アメリカ                                                                   | 母の父Rough'n Tumble 1948 鹿毛 アメリカ                                                              | Free for All                                                                                         | Panay               |                  |
| 母 My Dear Girl 1957 栗毛 アメリカ                                                                   | 母の父Rough'n Tumble 1948 鹿毛 アメリカ                                                              | Roused                                                                                               | Bull Dog            | Bull Dog         |
| 母 My Dear Girl 1957 栗毛 アメリカ                                                                   | 母の父Rough'n Tumble 1948 鹿毛 アメリカ                                                              | Roused                                                                                               | Rude Awakening      |                  |
| 母 My Dear Girl 1957 栗毛 アメリカ                                                                   | 母の母Iltis 1947 鹿毛 アメリカ                                                                       | War Relic                                                                                            | Man o' War          | Man o' War       |
| 母 My Dear Girl 1957 栗毛 アメリカ                                                                   | 母の母Iltis 1947 鹿毛 アメリカ                                                                       | War Relic                                                                                            | Friars Carse        |                  |
| 母 My Dear Girl 1957 栗毛 アメリカ                                                                   | 母の母Iltis 1947 鹿毛 アメリカ                                                                       | We Hail                                                                                              | Balladier           | Balladier        |
| 母 My Dear Girl 1957 栗毛 アメリカ                                                                   | 母の母Iltis 1947 鹿毛 アメリカ                                                                       | We Hail                                                                                              | Clonaslee F-No.21-a |                  |

兄弟にフラミンゴステークス優勝馬のスーパーバイティなどがいる。